# Taeniophyllum
Taeniophyllum é um género botânico pertencente à família das orquídeas (Orchidaceae).